# Acalyptratae
Acalyptratae ili Acalyptrata su pododeljak  Schizophora, koji su deo reda Diptera, „pravih muva“. U različitim kontekstima, Acalyptratae se takođe neformalno nazivaju acalyptrate muscoids, ili akaliptrate, za razliku od Calyptratae. Svi oblici imena odnose se na nedostatak kaliptera kod članova ove podsekcije muva. Alternativno ime, Acalypterae, je aktuelno, iako se koristi u manjini. Prvi ga je upotrebio Pjer-Žastin-Mari Mekar 1835. za deo svog plemena Muscides; koristio ga je da se odnosi na sve akaliptrate plus skatofagide i foride, ali isključujući Conopidae.
Konfuzni oblici imena potiču od njihove prve upotrebe; Acalyptratae i Acalyptrata su zapravo pridevski oblici u neolatinskom jeziku. Oni su skovani sredinom 19. veka u kontekstima kao što su „Muscae Calyptratae i Acalyptratae“ i „Diptera Acalyptrata“, i ti nazivi su se zadržali.
Acalyptratae su veliki skup, koji ispoljava veoma različite navike, sa jednim značajnim i možda iznenađujućim izuzetkom: nijedan poznati akaliptrat se ne hrani samo krvlju (hematofag), iako je hranjenje krvlju u različitim fazama životne istorije uobičajeno u drugim odeljcima Diptera.

## Klasifikacija
Klasifikacija Acalyptratae je varirala tokom vremena, i lista u nastavku će se verovatno promeniti u budućnosti.
- Podsekcija Acalyptratae
  - Nadfamilija Conopoidea
    - Conopidae

  - Nadfamilija Tephritoidea[2]
    - Ctenostylidae
    - Eurygnathomyiidae
    - Lonchaeidae
    - Pallopteridae
    - Piophilidae
    - Platystomatidae
    - Pyrgotidae
    - Richardiidae
    - Tephritidae (uključujući Tachiniscidae)
    - Ulidiidae

  - Nadfamilija Nerioidea[3]
    - Cypselosomatidae
    - Fergusoninidae
    - Micropezidae
    - Neriidae
    - Pseudopomyzidae
    - Strongylophthalmyiidae
    - Tanypezidae

  - Nadfamilija Diopsoidea[3]
    - Diopsidae
    - Gobryidae
    - Megamerinidae
    - Nothybidae
    - Psilidae
    - Somatiidae
    - Syringogastridae

  - Nadfamilija Sciomyzoidea[4]
    - Coelopidae
    - Dryomyzidae
    - Helcomyzidae
    - Helosciomyzidae
    - Heterocheilidae
    - Ropalomeridae
    - Sepsidae
    - Sciomyzidae (uključujući Huttoninidae i Phaeomyiidae)

  - Nadfamilija Sphaeroceroidea[5]
    - Chyromyidae
    - Heleomyzidae
    - Heteromyzidae (disputed)
    - Nannodastiidae
    - Sphaeroceridae

  - Nadfamilija Lauxanioidea[6]
    - Celyphidae
    - Chamaemyiidae
    - Lauxaniidae

  - Nadfamilija Opomyzoidea
    - Agromyzidae
    - Anthomyzidae
    - Asteiidae
    - Aulacigastridae
    - Clusiidae
    - Marginidae
    - Neminidae
    - Neurochaetidae
    - Odiniidae
    - Opomyzidae
    - Periscelididae
    - Teratomyzidae
    - Xenasteiidae

  - Nadfamilija Ephydroidea[7]
    - Camillidae
    - Curtonotidae
    - Diastatidae
    - Drosophilidae
    - Ephydridae
    - Mormotomyiidae

  - Nadfamilija Carnoidea[8]
    - Acartophthalmidae
    - Australimyzidae
    - Braulidae
    - Canacidae
    - Carnidae
    - Chloropidae
    - Cryptochetidae
    - Inbiomyiidae
    - Milichiidae

  - Acalyptratae incertae sedis
    - Paraleucopidae

## Literatura
- McAlpine, David K. (1958). „A key to the Australian families of Acalptrate Diptera (Insecta)”. Records of the Australian Museum. 24 (12): 183—190. doi:10.3853/j.0067-1975.24.1958.650 .
- „Acalyptratae”. Atlas of Living Australia. Архивирано из оригинала 2019-01-13. г. Приступљено 2018-03-30.